# Bell Bottom Country
Bell Bottom Country è il quarto album in studio della cantante statunitense Lainey Wilson, pubblicato il 28 ottobre 2022 dalla BBR.
È stato riconosciuto col Grammy Award al miglior album country del 2024.

## Descrizione
Bell Bottom Country è stato descritto come un album country con elementi di rock anni '70, funk e soul. Lainey Wilson è co-autrice di tutte e 16 le tracce del disco, ad eccezione della cover What's Up (What's Going On) delle 4 Non Blondes.

## Tracce
1. Smell like Smoke – 2:48
2. Hillbilly Hippie – 3:31
3. Road Runner – 3:46
4. Watermelon Moonshine – 3:28
5. Grease – 3:07
6. Weak-End – 3:28
7. Me, You, and Jesus – 3:41
8. Hold My Halo – 3:26
9. Heart like a Truck – 3:19
10. Atta Girl – 3:26
11. This One's Gonna Cost Me – 3:13
12. Those Boots (Deddy's Song) – 2:50
13. Live Off – 3:35
14. Wildflowers and Wild Horses – 4:10
15. What's Up (What's Going On) – 3:51
16. New Friends – 4:15

## Classifiche

### Classifiche settimanali
| Classifica (2023-24) | Posizione massima |
| -------------------- | ----------------- |
| Australia            | 35                |
| Stati Uniti          | 51                |

### Classifiche di fine anno
| Classifica (2023) | Posizione |
| ----------------- | --------- |
| Stati Uniti       | 95        |
| Classifica (2024) | Posizione |
| Stati Uniti       | 128       |